# Daria Trofimova
Pour les articles homonymes, voir Trofimova.
Daria Trofimova (en russe : Да́рья Васильевна Трофимова, Darya Vasílievna Trofímova), née le 11 mai 2005 à Novossibirsk, est une nageuse russe spécialisée en nage libre.

## Biographie
En 2019, elle participe avec l'équipe russe au Festival olympique de la jeunesse européenne à Bakou, où elle remporte des médailles d'or au relais 4 x 100 mètres nage libre féminin et au relais 4 x 100 mètres quatre nages, ainsi qu'une médaille d'argent au relais mixte 4 x 100 mètres.
En 2021, aux championnats de Russie à Kazan , elle remporte le titre du relais 4 x 100 mètres nage libre et termine troisième du relais 4 x 100 mètres quatre nages. Par la suite, elle remporte à plusieurs reprises les Championnats de Russie et les coupes nationales. L'exclusion de la Russie suite à l'invasion de l'Ukraine l'éloigne des compétitions internationales.
En décembre 2024, elle remporte l'or dans le relais mixte 4 x 50 mètres aux championnats du monde en petit bassin et elle également championne du 4 x 100 mètres quatre nages avec sa participation en qualification sans être alignée pour la finale.
En juillet 2025, elle remporte le titre mondial du 4 × 100 m quatre nages mixte aux championnats du monde de Singapour, associé à Lifintsev, Prigoda et Klepikova pour la finale en battant le meilleur temps de la compétition en 3 min 37.97 s.

## Palmarès

### Championnats du monde

#### Grand bassin
- Championnats du monde 2025 à Singapour :
  -  Médaille d'or du relais 4 × 100 m quatre nages mixte.

#### Petit bassin
- Championnats du monde 2024 à Budapest ( Hongrie) :
  -  Médaille d'or du relais 4 × 50 m quatre nages.
  -  Médaille d'or du relais 4 × 100 m quatre nages[2].